# Egon Schmidt (Fußballspieler)
Egon Schmidt (* 19. Juni 1930) ist ein ehemaliger deutscher Fußballspieler. In den 1950er Jahren war er für die BSG Chemie Leipzig und die BSG Einheit Ost Leipzig in der DDR-Oberliga, der höchsten Spielklasse im DDR-Fußball, vertreten.

## Sportliche Laufbahn
Die Fußballkarriere von Egon Schmidt im DDR-weiten Spielbetrieb dauerte nur vier Jahre. In der Saison 1951/52 gehörte er zum Kader der Betriebssportgemeinschaft (BSG) Chemie Leipzig, die in der DDR-Oberliga spielte. Dort kam Schmidt im zweiten und dritten Oberligaspiel als Mittelfeldakteur zum Einsatz. Anschließend wechselte er zum zweitklassigen DDR-Ligisten BSG Einheit Ost Leipzig. Dort bestritt er in der Spielzeit 1952/53 16 der 24 Ligaspiele, nach deren Abschluss Einheit Ost in die DDR-Oberliga aufstieg. In seiner zweiten Erstligasaison wurde Schmidt vom 6. Oberligaspiel bis zur 28. und letzten Oberligarunde 17-mal aufgeboten. Dabei spielte er zunächst wieder im Mittelfeld, wurde aber gegen Saisonende in der Abwehr eingesetzt. Er war zweimal als Torschütze erfolgreich, in der 13. Oberligabegegnung gegen Turbine Erfurt und im letzten Punktspiel gegen Rotation Dresden durch einen Elfmeter. Nach 19 Oberligaspielen mit zwei Toren und 16 Einsätzen ohne Tor in der DDR-Liga verschwand Egon Schmidt aus dem höherklassigen Fußball.